# Efterfest

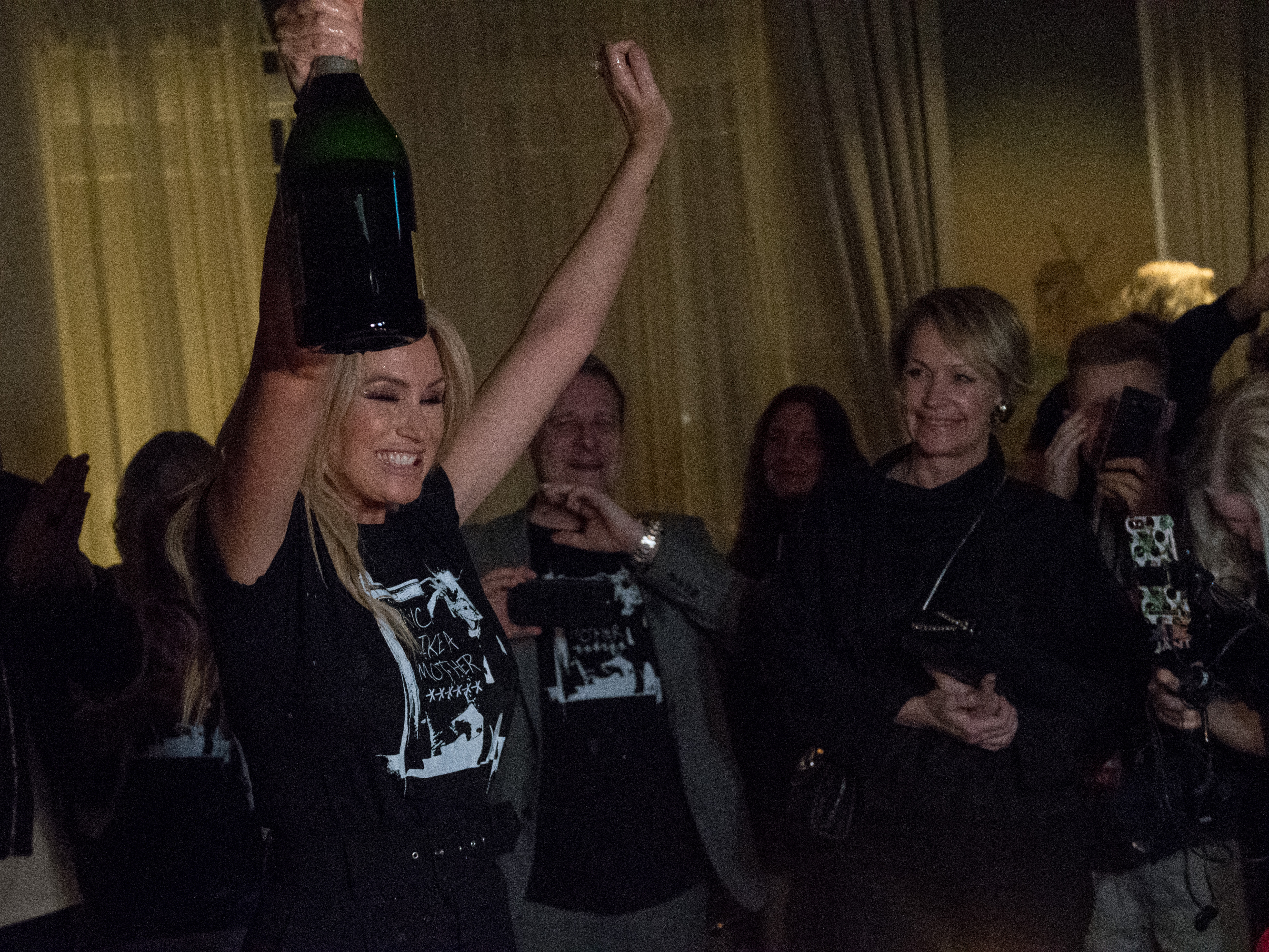
Efterfest till Melodifestivalen 2018.

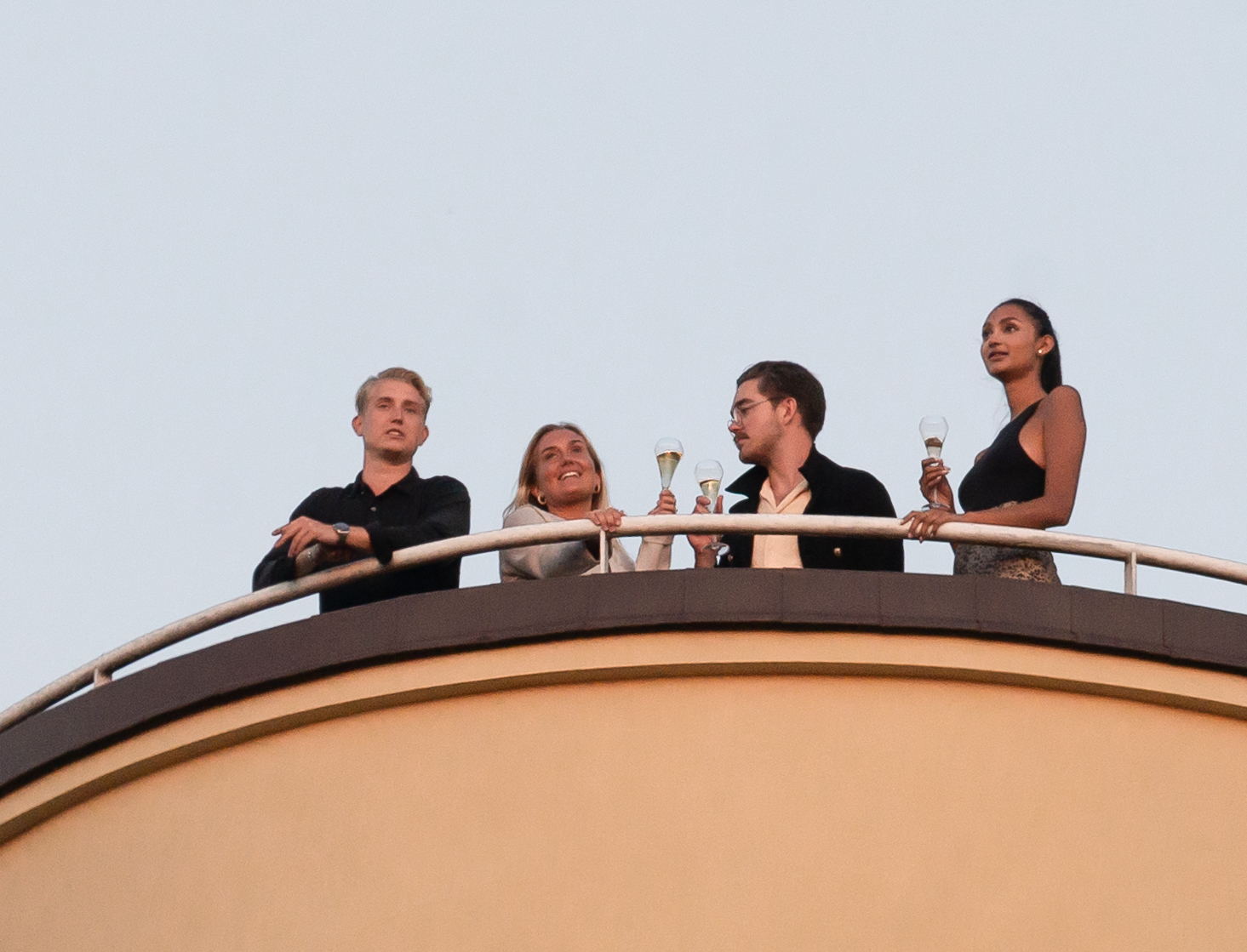
Efterfest på en takterrass i Sverige.

Efterfest, i äldre svenska nachspiel (tyska för "efterspel") eller eftersläckning, är en fest som börjar när en större fest avslutats. 
En typisk efterfest äger rum i någons hem, hotellrum eller annan privat lokal efter att en krog eller nattklubb har stängt. Man brukar då förtära resterna av överbliven dryck och mat. En efterfest behöver inte ha någon bestämd sluttid, utan kan anses vara avslutad när samtliga gäster lämnat efterfesten eller somnat.